# Opfer von Senj
Als Opfer von Senj (kroatisch Senjske žrtve) werden sieben kroatische Jugendliche aus Gospić bezeichnet, die am 9. Mai 1937 in Senj von königlich-jugoslawischen Gendarmen getötet wurden.
Die Opfer wollten an einer Feier der Kroatischen Bauernpartei für den 1928 im jugoslawischen Parlament ermordeten kroatischen Bauernführer Stjepan Radić und seinen Bruder Antun (1868–1919) teilnehmen.

## Opfer

### Tote

#### Verstorben am 9. Mai 1937
1. Nikola Bevandić (* 1913)
2. Frane Jelača (* 1916)
3. Tomo Nikšić  (* 1914)
4. Marko Smolčić (* 1917)
5. Katica Tonković (* 1913)

#### Verstorben nach dem 9. Mai 1937
1. Petar Frković (* 1914)
2. Jakov Milković (* 1912)

### Verletzte
1. Vlado Adžija
2. Mile Biljan
3. Ante Došen
4. Branko Milinković
5. Zlatko Vlahinić

## Gedenken
In Senj wie auch in Gospić finden alljährlich offizielle Gedenkveranstaltungen für die Opfer statt. In Gospić trägt zur Erinnerung eine Straße den Namen Ulica Senjskih žrtava (Straße der Opfer von Senj).

## Quelle
- senjske žrtve. In: Hrvatska enciklopedija. Leksikografski zavod Miroslav Krleža, abgerufen am 2. April 2025 (kroatisch).